# Tháng chạp
Tháng Chạp, còn gọi là tháng củ mật, là tháng cuối cùng của một năm âm lịch - tháng thứ mười hai (12) đối với các năm âm lịch thường hoặc tháng thứ mười ba (13) trong những năm âm lịch nhuận. Tháng âm lịch nào cũng chỉ có thể có từ 29 đến 30 ngày, tùy theo thời điểm diễn ra hai kỳ trăng non kế tiếp nhau theo giờ địa phương. Ở Việt Nam đó là GMT+7. Xem thêm lịch Trung Quốc. Tháng Chạp là tháng luôn luôn diễn ra sau ngày đông chí. Cách tính số lượng ngày trong tháng âm lịch và số tháng trong năm cũng như việc xác định tháng nào là tháng nhuận (nếu có trong năm âm lịch đó) tương đối phức tạp.
Người Trung Quốc xưa gọi tháng 12 âm lịch là tháng Quý đông (tháng cuối mùa đông), nhưng còn một cái tên khác là "Lạp nguyệt". Chữ "lạp" có xuất xứ từ thịt, vì từ thời xưa người Trung Quốc đã thích ướp thịt khô vào dịp mùa đông để dành ăn quanh năm. Việc ướp thịt rộ lên vào tháng 12, và đó là lý do vì sao người Trung Quốc gọi đây là Lạp nguyệt. Lạp cũng là lễ tế cuối năm của người Trung Quốc. Từ thời nhà Chu, tháng 12 là dịp nhà vua nghỉ ngơi săn bắn, còn đặt lệ: lễ tế tất niên gọi là "đại lạp".
Trong Giáo trình lịch sử ngữ âm tiếng Việt do Nguyễn Tài Cẩn biên soạn, chính từ 2 chữ "Lạp nguyệt" này, người Việt đã đọc chệch từ Lạp thành Chạp. Tương tự là tháng Giêng, bắt nguồn từ hai chữ "Chính nguyệt".
Người xưa gọi tháng Chạp là "tháng củ mật" bởi tháng ấy nhiều trộm đạo. "Củ" là củ soát, kiểm soát, còn "mật" là cẩn mật, nghĩa là kiểm soát cẩn mật. Đến tháng Chạp này, các quan phủ thường hay nhắc nhở những người dân cần cẩn mật, các tuần đinh phải tăng cường kiểm soát cẩn mật để phòng ngừa trộm cắp.
Cho đến nay, tháng Chạp vẫn được coi là "tháng củ mật". Đây là tháng làm ăn không chỉ của người lương thiện mà của cả người bất lương vì cuối năm ai cũng có nhu cầu Tết. Do đó, đạo chích tăng cường tăm tia để có món nọ món kia. Ngoài ra "tháng củ mật" vì theo quan niệm của dân ta cho rằng đây là tháng xui xẻo hay là tháng có thể dễ mất mát tiền của, hay bị "tai bay vạ gió", có khi hao người tốn của với những lý do hết sức khác nhau nhưng thường cho là… đen và đắng như Củ Mật..